# Genkan

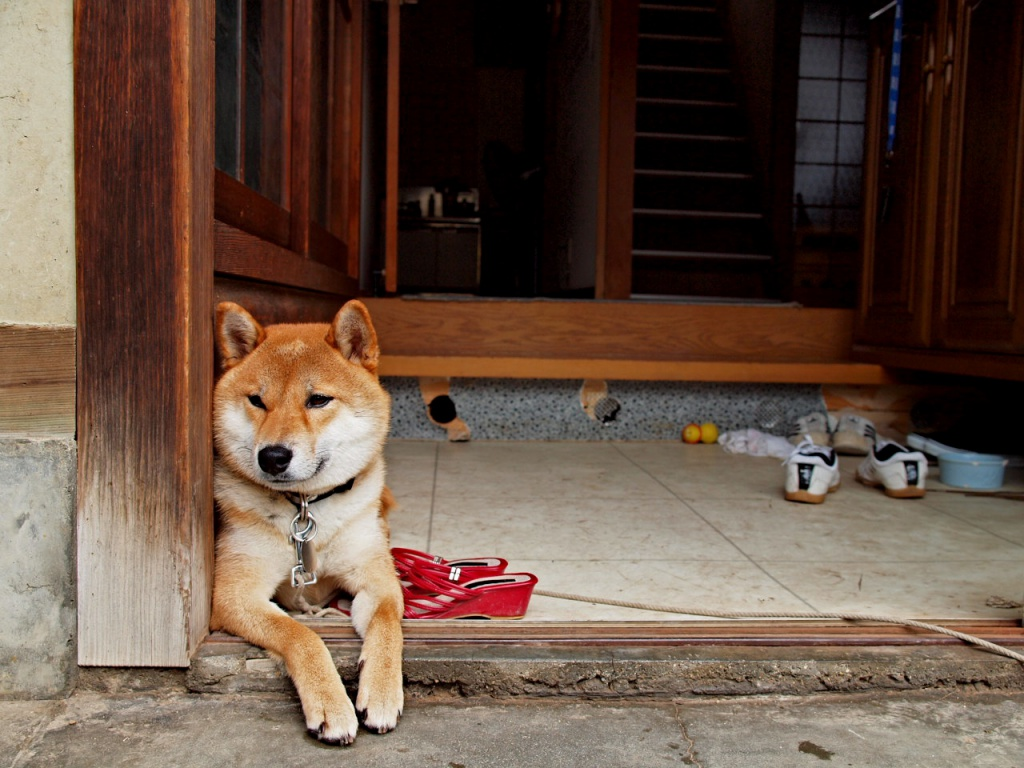
Shiba-inu przy wejściu

Genkan (jap. 玄関 genkan) – wejście, hol wejściowy, sień, przedsionek, ganek, miejsce, w którym zostawia się obuwie po wejściu. 

## Opis
Podobnie jak w przypadku wielu elementów kultury japońskiej, czynność wchodzenia do wnętrza domu wiąże się z koniecznością zachowania pewnych zasad. Genkan to bowiem wyraźna granica pomiędzy wnętrzem domu a tym, co na zewnątrz. Zasady te dotyczą nie tylko domów, ale także ryokanów, minshuku (prywatny dom gościnny, zapewniający zakwaterowanie i posiłki dla podróżnych), restauracji w stylu japońskim, wewnętrznych pomieszczeń świątyń i chramów, zamków i innych zabytkowych budynków. W szkołach i łaźniach publicznych (sentō) ustawiane są specjalne półki.
Genkan jest zwykle podzielony na niższy obszar, w którym zdejmuje się i wkłada buty, oraz podwyższony obszar, który jest zwykle pokryty innym rodzajem podłogi i wyznacza początek wewnętrznej przestrzeni życia domowego. Nie wolno stawać w obuwiu na podwyższonej powierzchni, a zdejmując buty, należy unikać nadepnięcia na dolną część w skarpetkach. Wygodne i dobrze widziane jest odwracanie butów w kierunku drzwi po ich zdjęciu.
Oprócz butów do strefy zewnętrznej należy także odzież wierzchnia i parasole, dlatego też muszą pozostać w genkanie. Obuwie na podłodze lub przeznaczonej do tego półce, parasole w specjalnym stojaku, a płaszcze na wieszaku. Do strefy wewnętrznej wchodzi się w skarpetkach lub przygotowanych przez gospodarzy pantoflach, przeważnie w jednym rozmiarze. 
Podczas zwiedzania zabytkowych budynków rozsądnym i wygodnym rozwiązaniem dla turystów jest noszenie obuwia, które można łatwo zdjąć, ponieważ można być zmuszonym do ich zdejmowania i zakładania wiele razy dziennie. Podczas deszczowej pogody mokre parasole i płaszcze przeciwdeszczowe zostawia się na zewnątrz lub przy wejściu wkłada się do plastikowych toreb.

## Historia
Pierwotnie słowo genkan („ukryta brama”, „brama do głębokiej wiedzy”) oznaczało wejście do pokoi gościnnych (kyakuden) w buddyjskiej świątyni zen. W przenośni oznaczało wejście na ścieżkę prowadzącą do oświecenia. Sugerowało to, że ktoś, kto przeszedł przez bramę, rozpoczynał życie wypełnione nauką i praktyką zen (zengaku). 
Około XVII wieku samurajowie zaczęli budować tego rodzaju przedsionki w swoich domostwach, nazywając je właśnie genkan. Przyjęło się to następnie wśród kupców, a następnie zwykłych ludzi.

## Galeria

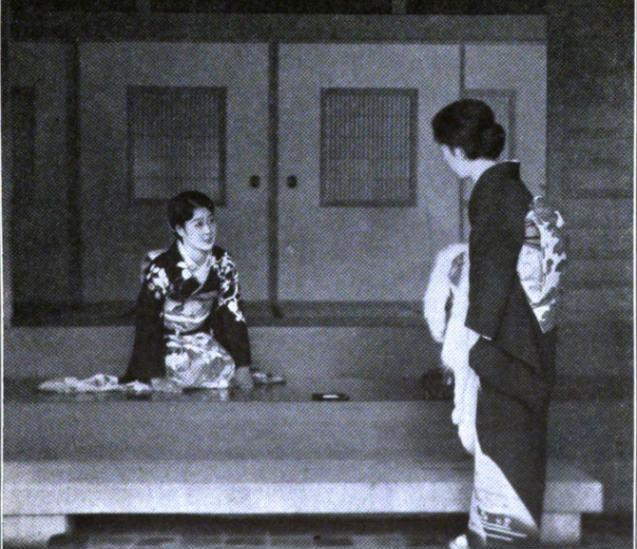
Genkan, okres Meiji (1868-1912)
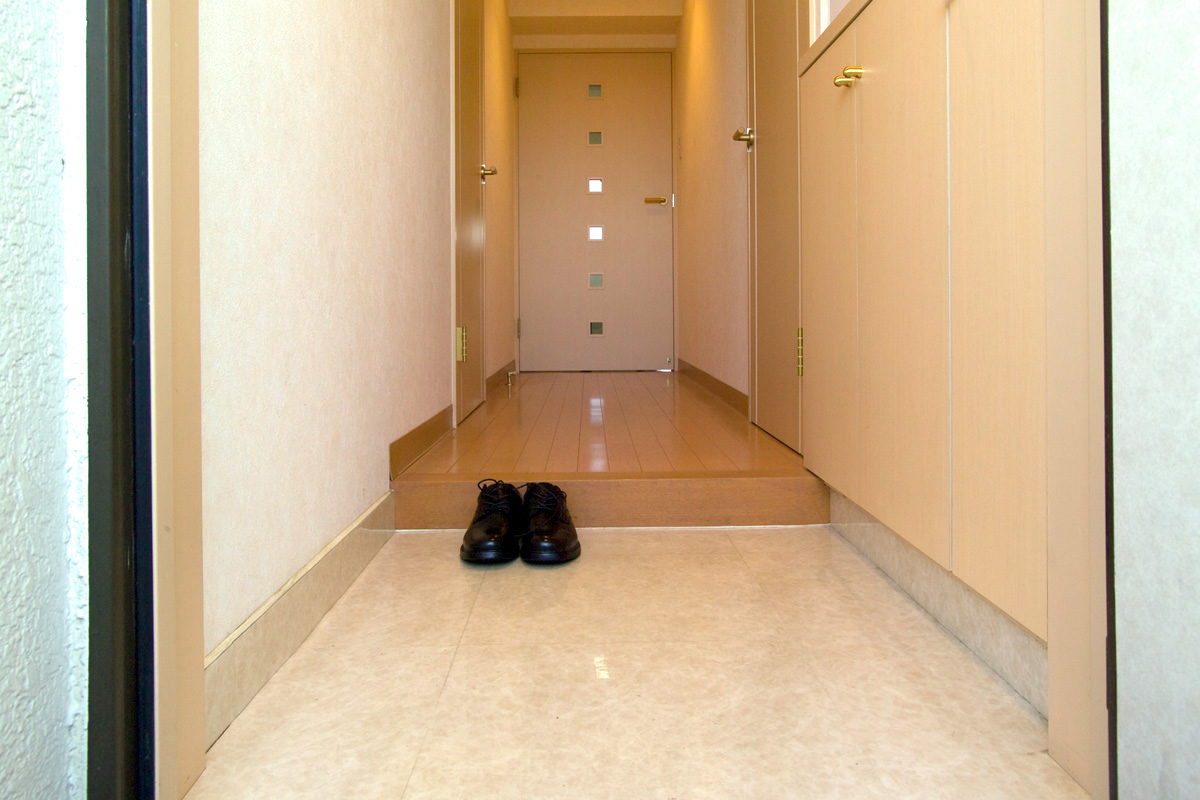
Genkan współczesnego domu
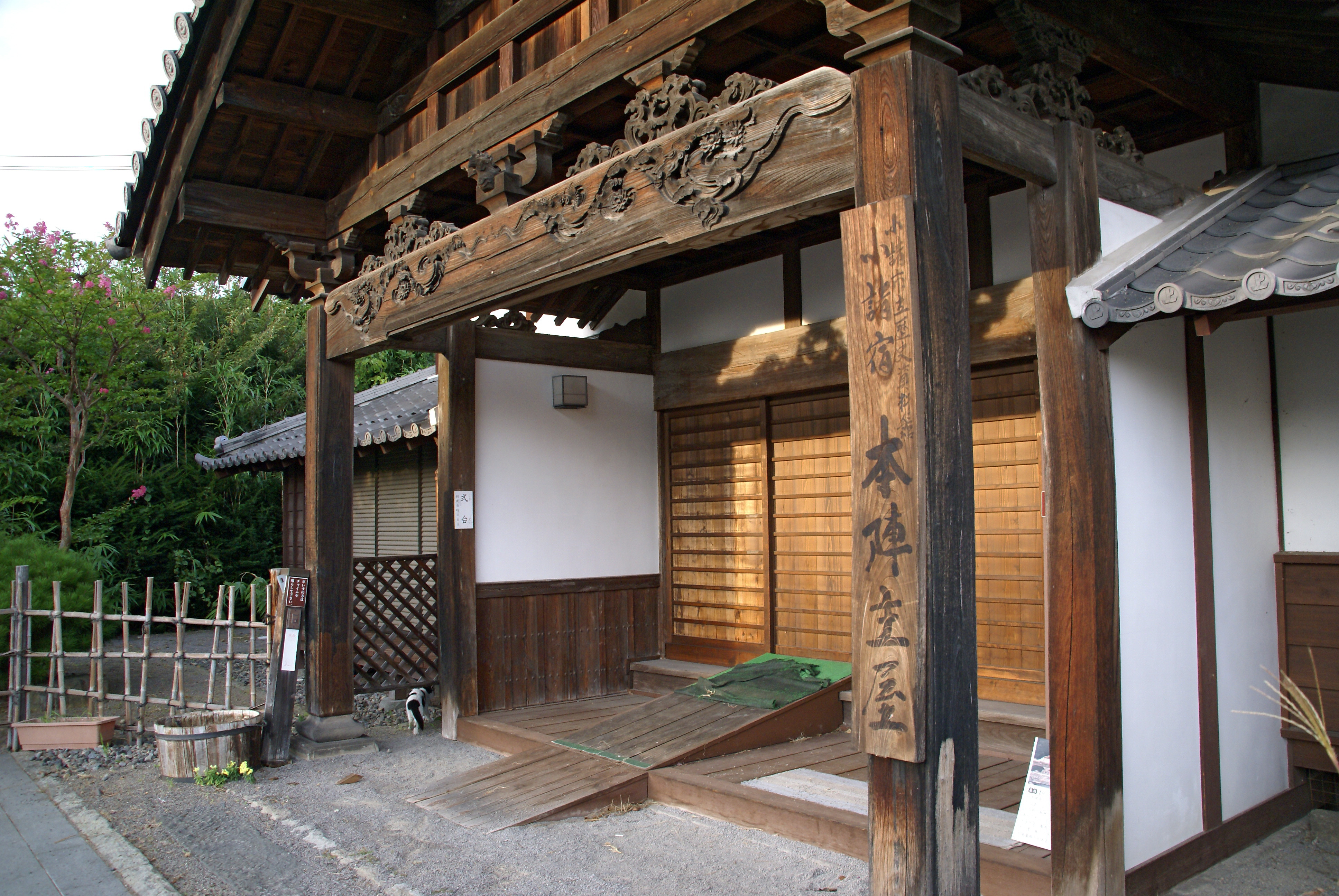
Wejście do minshuku, Komoro, prefektura Nagano
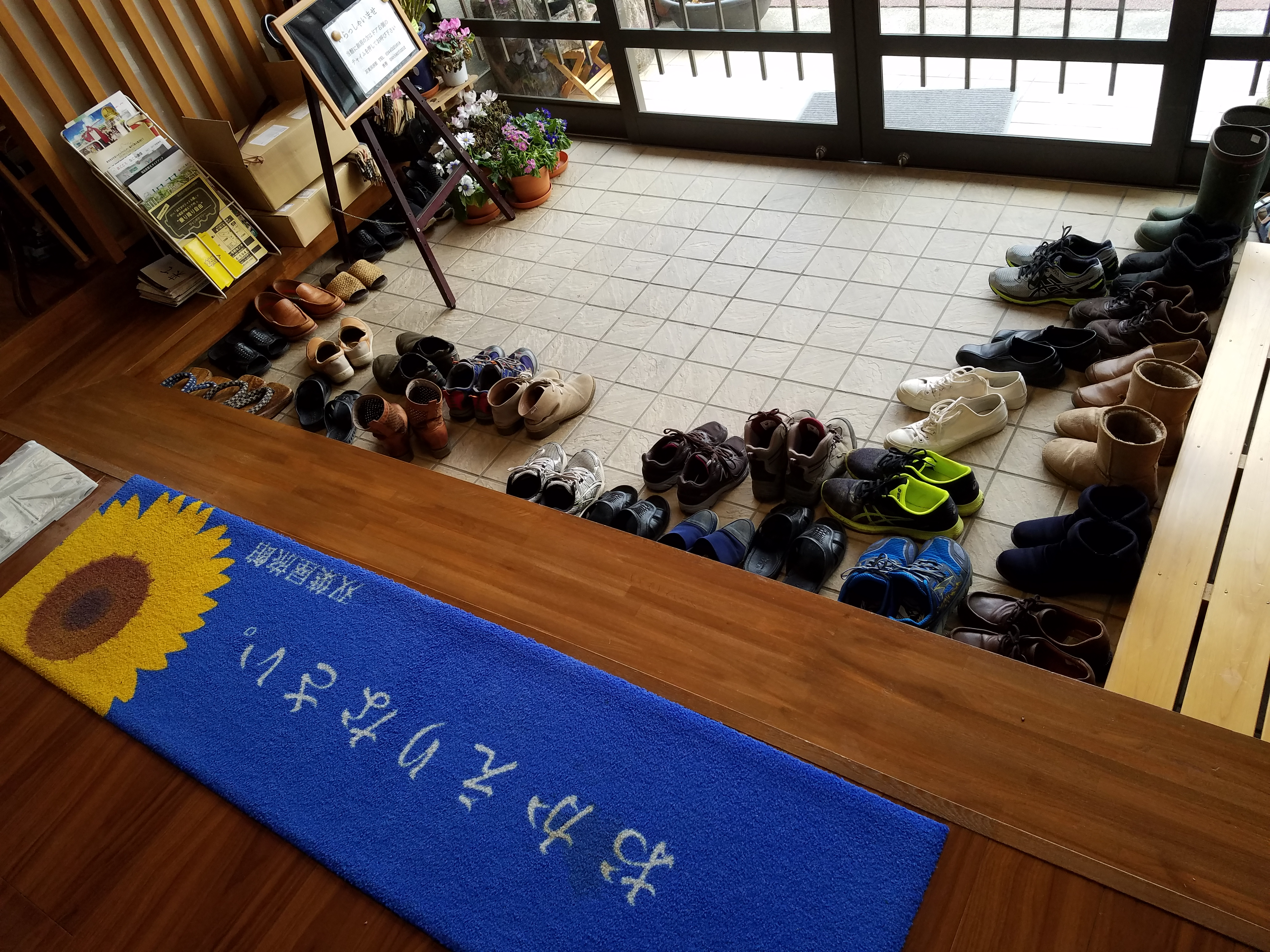
Wejście do ryokanu w Minami-Sōma, prefektura Fukushima